# Lacabarède
Lacabarède is een gemeente in het Franse departement Tarn (regio Occitanie) en telt 307 inwoners (2005). De plaats maakt deel uit van het arrondissement Castres.

## Geografie
De oppervlakte van Lacabarède bedraagt 14,5 km², de bevolkingsdichtheid is 21,2 inwoners per km².

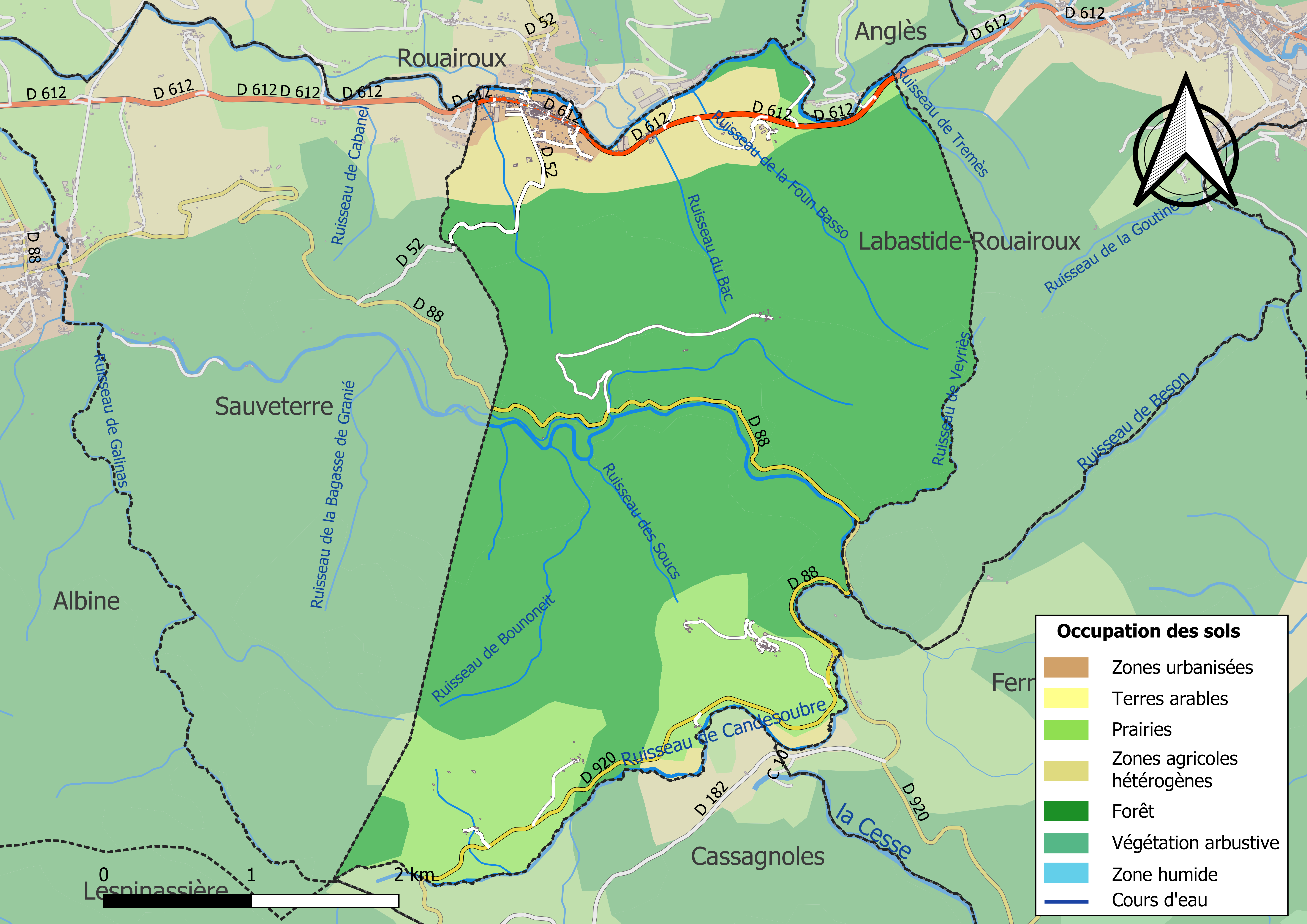
Kaart van de gemeente met de belangrijkste infrastructuur, bodemgebruik en omliggende gemeenten

## Demografie
Onderstaande figuur toont het verloop van het inwonertal (bron: INSEE-tellingen).

## Geboren in Lacabarède
- Jean Calas (1698-1762), koopman uit Toulouse, protestants slachtoffer van godsdienstvervolging